# Administration militaire britannique (Somalie)
Pour les articles homonymes, voir Administration militaire britannique.
1941–1950
Entités précédentes :
- Afrique orientale italienne

Entités suivantes :
- Territoire sous tutelle de la Somalie

L'administration militaire britannique de la Somalie (en anglais British Military administration of Somalia, BMAS) est le nom utilisé par l'autorité exercée par le Royaume-Uni sur la Somalie britannique et la Somalie italienne à la suite de l'occupation militaire lors de la Seconde Guerre mondiale.